# Natalia Sedova
Natalia Ivánovna Sedova (5 de abril de 1882 - 23 de enero de 1962), más conocida como Natalia Sedova, fue una revolucionaria rusa más conocida por ser la segunda esposa de León Trotski. 
Natalia Sedova nacida en Romny, Ucrania. Proveniente de una familia de nobles empobrecidos. Fue una revolucionaria activa y escribió sobre cuestiones culturales en relación con el marxismo. Se la describe como una mujer admirable que dio todo por sus convicciones y que permitió atravesar la primera revolución obrera triunfante de la historia, de la cual ella fue una de sus protagonistas.

## Biografía
A la edad de 18 años quedó huérfana y estuvo a cargo de su abuela y de sus tías. Varios familiares de Natalia formaban parte del movimiento de los naródniki que luchaban contra el zarismo, por lo que desde una temprana edad organizaba colectas para el apoyo de los prisioneros políticos y llamaba a sus colegas para manifestarse en contra de la presencia obligatoria en los oficios religiosos; después de haberlos persuadido de que la lectura de los panfletos revolucionarios clandestinos era preferible a la Biblia, según la describe Marguerite Bonnet, con quien compartía amistad.   
Comenzó sus estudios universitarios en Moscú. Le era muy difícil ganar su sustento; razón que la hizo emigrar voluntariamente a Londres y luego a París donde se ganó la vida como modelo desnudista de artistas novatos. En esas sesiones Trotski le propuso acompañarlo a conocer a Sigmund Freud quien daría una conferencia en Bruselas y allí, en ese viaje, nació la pasión entre ellos. Natalia, quien sabía del primer matrimonio de Trotski con Aleksandra Sokolóvskaya, jamás se separaría de su marido ni de sus circunstancias. Llegarían luego las actividades en Rusia de Trotski como Comisario del Pueblo. Natalia ayudaba en la redacción de sus libelos revolucionarios a su marido, fue su única consejera con continuidad ya que no fue ni repudiada, asesinada o enviada al exilio, como la mayoría de sus asesores hombres. Trotski marchó a sus exilios y peregrinajes europeos e incluso a los Estados Unidos de la mano de su esposa sin más que su equipaje y algunos pocos libros.
Su vida estuvo marcada por la tragedia, al igual que la de su marido a quien acompañó en su exilio de Rusia. Su hijo, Lev Sedov, fue un miembro activo y dirigente del movimiento bolchevique-leninista como su padre. Su otro hijo, Serguéi Sedov, que no era políticamente activo, permaneció en Rusia. 
Tras el asesinato de su marido en 1940, Natalia Sedova permaneció en México manteniendo el contacto con muchos revolucionarios en el exilio. Su obra más conocida en estos últimos años fue una biografía de Trotski, en la que compartió autoría con su compañero revolucionario ruso Victor Serge. 

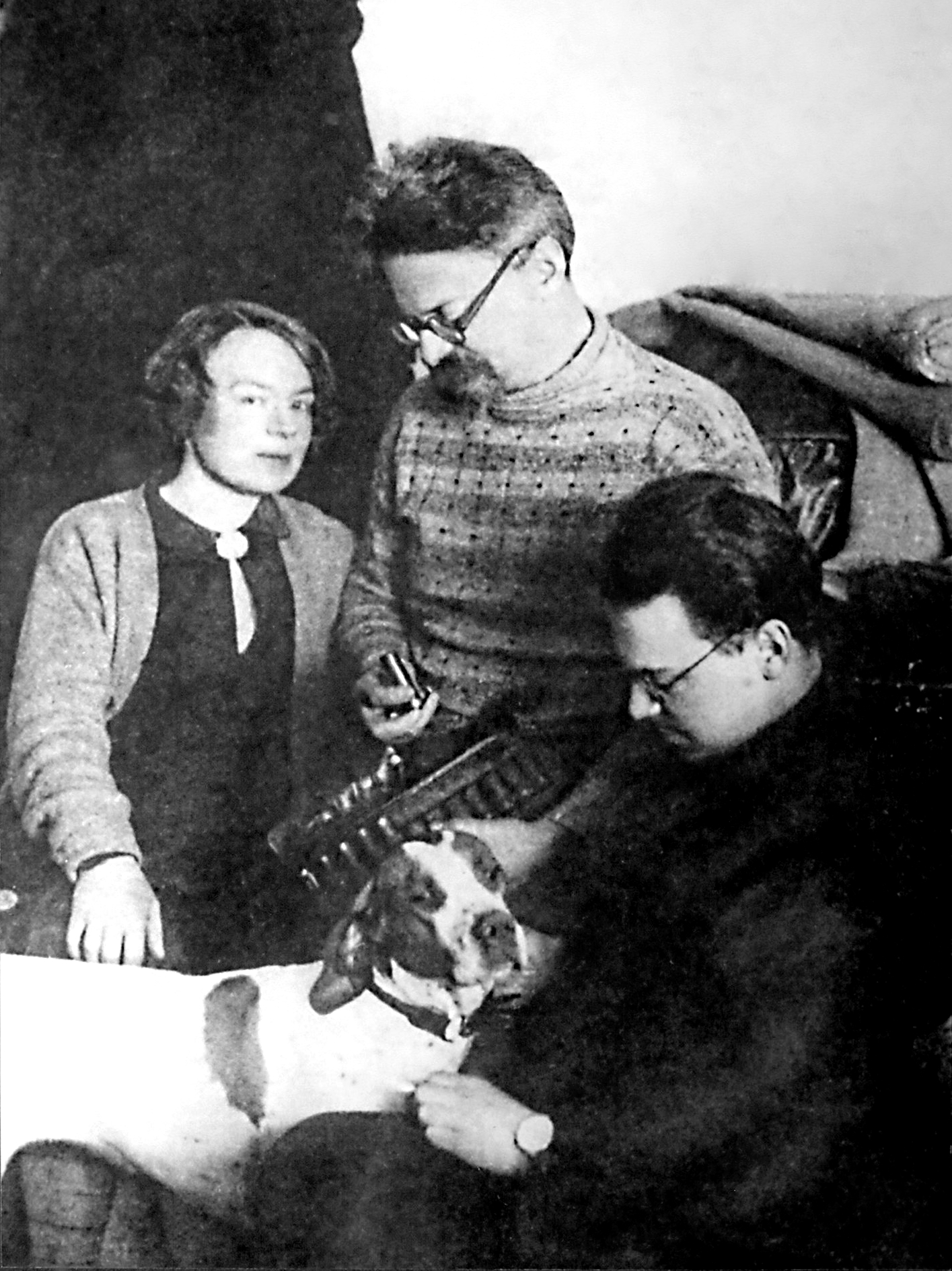
Natalia Sedova, León Trotski y su hijo Lev Sedov deportados en Almá-Atá, tras ser Trotski expulsado clandestinamente de Moscú por el OGPU. 1928

Ella también estaba cerca del revolucionario español Grandizo Munis que había dirigido la pequeña Sección Bolchevique Leninista española durante los acontecimientos revolucionarios en la década de 1930. Bajo su influencia, llegaron a adoptar la posición de que la Unión Soviética era un Estado y una sociedad capitalista y que la Cuarta Internacional fundada por Trotski ya no se atenía al programa revolucionario del comunismo. Por lo tanto, ella se separó de la misma en 1951.